# Szkoła Podoficerska Wojsk Lądowych w Poznaniu

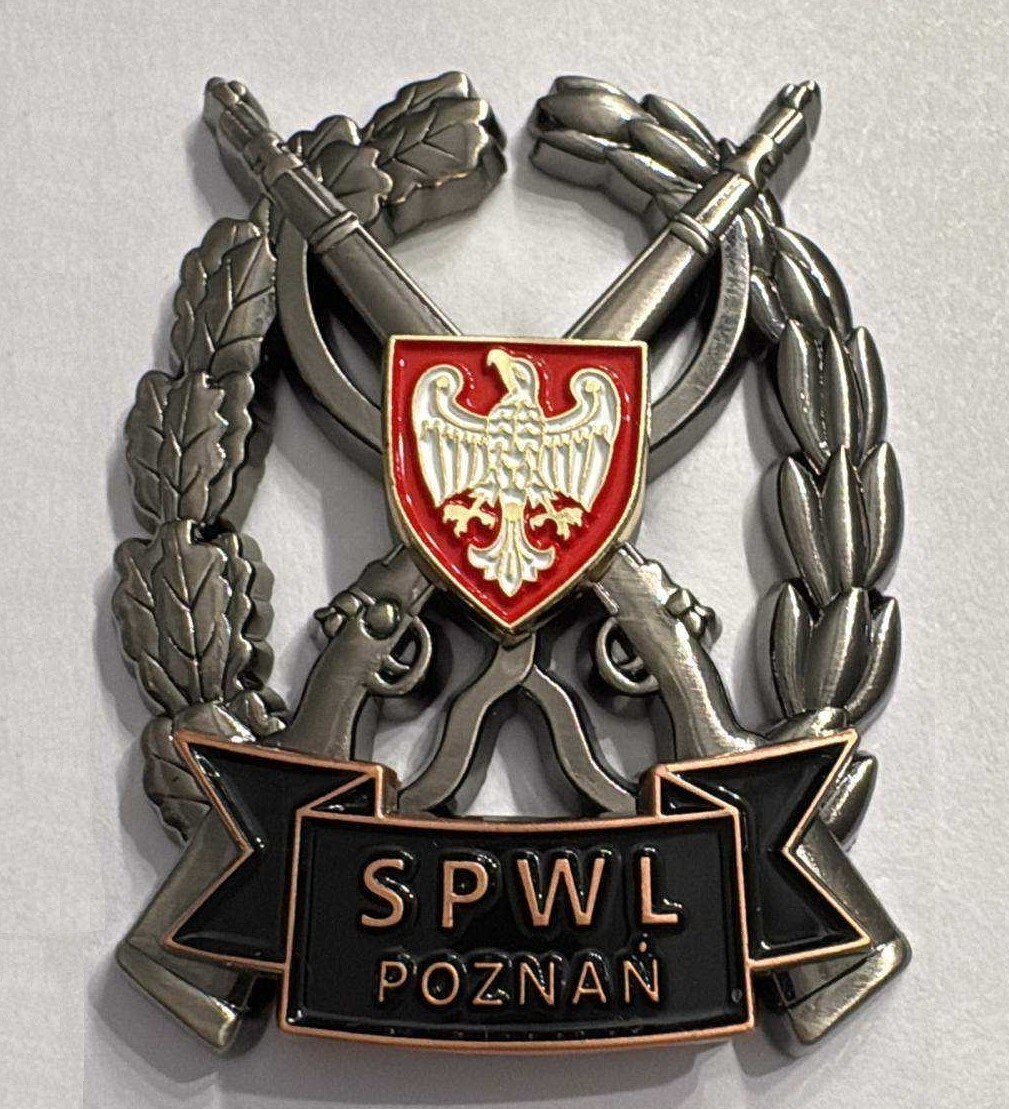
Odznaka absolwenta

Szkoła Podoficerska Wojsk Lądowych im. gen. bryg. Franciszka Seweryna Włada (WSPWLąd; SP WL) – szkoła wojskowa przy ul. Wojska Polskiego 86/90 w Poznaniu, kształcąca podoficerów na potrzeby Sił Zbrojnych Rzeczypospolitej Polskiej.

## Formowanie
Została powołana rozporządzeniem Ministra Obrony Narodowej z dnia 8 marca 2004 r. w sprawie utworzenia szkół podoficerskich, a funkcjonuje od 1 lipca 2004 r.
Od 2011 r. szkoła nosi imię generała brygady Franciszka Seweryna Włada. Ma ustanowione swoje święto, które przypada 1 lipca.

## Zadania
SPWLąd szkoli:
- szeregowych zawodowych na pierwszy stopień podoficerski
- podoficerów zawodowych na kursach kwalifikacyjnych
- żołnierzy rezerwy
- kandydatów na podoficerów w ramach dobrowolnej zasadniczej służby wojskowej, w grupie osobowej:

- orkiestr wojskowych i zespołów estradowych
- pielęgniarstwa
- ratownictwa medycznego
- kryptologii i cyberbezpieczenstwa
- rozpoznania i zakłóceń elektronicznych

## Komendanci
- st. chor. sztab. Zbigniew Kościelniak: 2004–2011[potrzebny przypis]
- st. chor. sztab. Marek Kajko: 2011–2015[potrzebny przypis]
- st. chor. sztab. Paweł Urbański: 2015[5]–2021[6]
- st. chor. sztab. Michał Rózga[6]: 2021–2024
- st. chor. sztab. Sebastian Osicki[7]: od 2024